# Talsperre Rabigh
Die Talsperre Rabigh liegt im Wadi Marr, einem Zufluss des Wadi Rabigh in der Provinz Mekka, Saudi-Arabien. Die Stadt Rabigh befindet sich ungefähr 35 km westlich der Talsperre.
Der Vertrag zur Errichtung der Talsperre wurde im Jahre 2003 (1424 nach islamischer Zeitrechnung) unterzeichnet. Die Talsperre dient neben dem Hochwasserschutz auch dem Auffüllen eines Grundwasserreservoirs. Sie ist im Besitz des Ministry of Water and Electricity (MOWE) und wird auch von MOWE betrieben.

## Absperrbauwerk
Das Absperrbauwerk ist eine Gewichtsstaumauer aus Beton mit einer Höhe von 80,5 m über der Gründungssohle (59,5 m über dem Flussbett). Die Länge der Bauwerkskrone beträgt 381 m. Die Staumauer ist an der Basis 60 m und an der Krone 5 m breit. Das Volumen der Staumauer umfasst 585.000 (bzw. 555.000) m³. Die Mauerkrone liegt auf einer Höhe von 184,5 m über dem Meeresspiegel. Über die Mauerkrone verläuft eine Straße.
In der Staumauer befinden sich sechs Kontrollgänge, die der Überwachung der Staumauer dienen. Die Staumauer verfügt sowohl über einen Grundablass als auch über eine Hochwasserentlastung mit zwölf Öffnungen an der Mauerkrone. Über die Hochwasserentlastung können maximal 7.856 m³/s abgeleitet werden. Das Bemessungshochwasser wurde mit 9.543 m³/s bestimmt.
Vor der Errichtung des Absperrbauwerks wurden drei verschiedene Alternativen geprüft: eine Gewichtsstaumauer, ein Steinschüttdamm mit einem Asphaltkern sowie ein CFR-Damm. Mit geschätzten Kosten von 171,6 Mio. SAR erwies sich die Gewichtsstaumauer als die günstigste Alternative.

## Stausee
Bei Vollstau erstreckt sich der Stausee über eine Fläche von rund 13,58 km² und fasst rund 220,35 Mio. m³ Wasser. Das Einzugsgebiet des Wadis bis zur Staumauer beträgt 3.456 km². Der jährliche Zufluss in den Stausee wird auf 83,3 Mio. m³ geschätzt.